# Guerra Indo-Paquistanesa de 1965
A Guerra indo-paquistanesa de 1965 (ou a Segunda Guerra na Caxemira) foi um conflito armado entre a Índia e o Paquistão em 1965. As escaramuças decorreram entre Abril e Setembro de 1965. Tratou-se do segundo conflito da Índia e do Paquistão pela disputada região da Caxemira, tendo o primeiro ocorrido em 1947. A guerra começou quando o Paquistão lançou a Operação Gibraltar, para infiltrar guerrilheiros na província de Jammu e Caxemira para liderar uma revolta e realizar atos de sabotagem, e assim precipitar uma insurreição do Estado contra o domínio indiano. A tática, no entanto, foi rapidamente desarticulada pelas autoridades indianas, e em resposta, o exército indiano fechou a fronteira (15 de agosto), a linha de cessar-fogo antes do ataque, e atravessou a parte da Caxemira sob administração paquistanesa. O Paquistão lançou um contra-ataque em 1 de setembro (Operação Grand Slam) para assumir o controle da cidade de Akhnoor. Mas foi um fracasso e, mais uma vez, a Índia respondeu enviando suas tropas para a fronteira entre os dois países.
As cinco semanas de guerra causaram milhares de vítimas em ambos os lados. Até meados de setembro, o conflito havia produzido cerca de 3 mil mortes na Índia e, mais tarde, 4 mil no Paquistão. A Índia ocupou 1 840 km² do território do Paquistão, e o Paquistão 545 km² do território indiano. Em 22 de setembro, o Conselho de Segurança da ONU aprovou uma resolução exigindo o fim das hostilidades, o conflito cessou no dia seguinte. Sob a égide da URSS, os dois países assinaram um acordo prevendo a retirada das tropas para um retorno as fronteiras anteriores, que ocorreu eficazmente mais tarde em fevereiro de 1966. A guerra, terminou em um mandato das Nações Unidas de cessar-fogo e a posterior emissão da Declaração de Tashkent.
Grande parte da guerra foi combatida entre as forças terrestres de ambos os países na Caxemira e ao longo da fronteira internacional entre a Índia e o Paquistão. Esta guerra viu o maior acumulo de tropas na região de Caxemira desde a Partição da Índia em 1947, um número que só foi superado durante o confronto militar entre a Índia e o Paquistão de 2001-2002. A maior parte das batalhas foram travadas pelas infantarias e unidades blindadas, com substancial apoio das forças aéreas. Muitos detalhes desta guerra, como os de outras Guerras indo-paquistanesas, permanecem pouco claras.